# Паоликије (Терни)
Паоликије је насеље у Италији у округу Терни, региону Умбрија.
Према процени из 2011. у насељу је живело 223 становника. Насеље се налази на надморској висини од 429 м.